# Piero di Lorenzo de' Medici
Piero di Lorenzo de' Medici (Firenca, 15. veljače 1472. – rijeka Garigliano u kojoj se utopio 28. prosinca 1503.) zvan Piero Nesretni bio je Gran maestro Republike Firence od 1492. do svog protjerivanja 1494. i član dinastije Medici.

## Biografija
Piero di Lorenzo de' Medici bio je najstariji sin slavnog Lorenza Veličanstvenog i Clarice Orsini, - otac ga je odredio i školovao za svog budućeg nasljednika. Piero Medici se 1488. godine oženio s Alfonsinom Orsini, iz stare i ugledne firentinske obitelji, s kojom je imao dvoje djece, Lorenza II., Vojvodu od Urbina (1492. – 1519.) i Clarice de' Medici (1390. – 1528.)

### Vlast
Piero Nesretni preuzeo je vođenje Republike Firence kao njen Gran maestro (neformalni predsjednik) nakon oca Lorenza Veličanstvenog 1492. u vrlo kritičnom vremenu. Nakon kratkog razdoblja relativnog mira i održavanja krhke ravnoteže između apeninskih gradova država, koje je mukotrpno izgradio njegov otac Lorenzo Veličanstveni, situacija se radikalno pogoršala 1494. kad je francuski kralj Karlo VIII., odlučio prijeći Alpe s velikom vojskom kako bi se domogao Napuljskog Kraljevstva, tvrdeći da na to ima nasljedno pravo. Karla VIII. je u Italiju namamio Ludovico Sforza (Ludovico il Moro), koji je kao regent vladao Milanskim vojvodstvom umjesto stvarnog vladara svog nećaka Gian Galeazza Sforze. Kad je napuljski kralj Ferdinand I odlučio pomoći Galeazzu, koji je oženio njegovu nećaku Isabelu, da se otarasi Ludovica Sforze, Ludovico se obratio Karlu VIII. za pomoć.
Nakon što je učvrstio vlast Ludovica Sforze u Milanu, Karlo VIII. krenuo je s vojskom prema Napulju, i zatražio slobodan prolaz kroz Toskanu, zapravo savezništvo jer mu je trebala trajna povezanost s Milanskim vojvodstvom. Piero je u tom sukobu pokušao ostati neutralan, a to Karlu VIII. nije bilo dovoljno i odlučio je napasti Republiku Firencu. 
Piero je pokušao organizirati otpor, ali je dobio slabu podršku od firentinske elite, koja je pala pod utjecaj fanatičnog dominikanskog propovjednika Girolama Savonarole, - tako da su čak i njegovi nećaci prebjegli na Karlovu stranu.
Pierova odučnost brzo je opadala kako se Karlova vojska približavala Firenci i njegove utvrde predavale jedna za drugom, tako da je na kraju davao Karlu sve što je tražio. Na kraju više uopće vladao situacijom i nije ni pokušao pregovarati da zatraži bolje uvjete, sve je to dovelo do pobune u Firenci, Piera su građani optužili za izdaju i protjerali iz Firence, kao i sve Medicije i opljačkali njihovu palaču Medici Riccardi. Nakon njegova protjerivanja vlast u Republici preuzeo je Girolamo Savonarola, a Medici su se u Firencu vratili tek 1512.
Piero i njegova obitelj isprva su pobjegli u Veneciju, potom je otišao u Rim tražiti pomoć za svoj povratak u Firencu od pape Aleksandra Borgie s kojim je održavao dobre odnose.

### Pogibija
Piero Nesretni je na kraju postao saveznik Francuza, jer ga je novi francuski kralj Luj XII. - 1501. imenovao guvernerom Cassina u Laciju. Zbog tog se ponovno našao u ratnom vihoru kad su se 1503. ponovno rasplamsale borbe između Francuza i Španjolaca oko Napulja. Piero Nesretni se utopio u rijeci Garigliano 1503., kad se njegov pretrpani brod prevrnuo - prilikom povlačenja s francuskom vojskom nakon Bitke kod Garigliana, koju su Francuzi izgubili.
Iste godine je pokopan u opatiji Monte Cassino, nešto kasnije tadašnji kardinal Giulio di Giuliano de' Medici (budući papa), naručio je spomenik od Francesca da Sangalla koji je postavljen u bazilici opatije Monte Cassino.

## Vanjske poveznice
- Biografija Mèdici, Piero de', na portalu treccani.it, (tal.)